# 지상준
지상준(池相俊, 1973년 12월 12일~)은 대한민국의 은퇴한 수영 선수로 주 종목은 배영이다. 1990년 아시안 게임에서 대한민국 수영 선수로는 유일하게 금메달을 땄다. 이후 1992년과 1996년 하계 올림픽에 참가하였다.

## 경력
충청북도 괴산군 불정면 창산리에서 농업에 종사한 지길수과 김말례의 1남 3녀 중 막내로 태어났다. 목도국민학교 4학년 때 교사인 이규상의 권유로 수영을 시작했다. 1989년 4월 배영 100m에서 대한민국 최초로 1분 벽을 돌파했다. 
금천고등학교 2학년 때 베이징에서 열린 1990년 아시안 게임 배영 200m 경기에 참가해 130m까지 5위에 머물다 무서운 막판 스퍼트로 마지막 30m를 남기고 1위로 들어오는 대역전극을 펼치며 금메달을 획득했다. 이는 1974년 아시안 게임에서 조오련 이후 남자 수영에서 16년 만에 나온 금메달이었다. 
이후 3학년 2학기에 충북체육고등학교로 전학을 가 그 학교를 졸업하고 한국체육대학교에 진학했다. 1994년 히로시마에서 열린 1994년 아시안 게임에서도 금메달을 땄으며, 후쿠오카에서 열린 1995년 하계 유니버시아드 대회에서도 대한민국 수영 최초로 세계 규모 대회 정상에 섰다.
1997년 10월 23일에 국가대표 은퇴를 선언했고, 같은 해에 여자친구인 이지은과 하와이에서 결혼식을 올렸다. 이후 1999년 11월에 현역으로 복귀했으나 2000년 하계 올림픽 대표 선발에서 탈락한 후 완전히 은퇴했다. 2005년부터 2009년까지 성남시청 수영단 감독을 맡았으며, 현재 어린이 수영장을 운영하면서 수영 교육 활동을 하고 있다.